# Herbert von Dirksen
Herbert von Dirksen, född den 2 april 1882 i Berlin, död den 19 december 1955 i München, var en tysk diplomat. Han var son till Willibald von Dirksen.
År 1938 efterträdde han Joachim von Ribbentrop som Tysklands ambassadör i London.